# Michael Hartmann (Fußballspieler, 1974)
Michael Hartmann (* 11. Juli 1974 in Hennigsdorf, DDR) ist ein ehemaliger deutscher Fußballspieler und derzeitiger Fußballtrainer.

## Sportliche Laufbahn

### Vereinskarriere
Der Defensivspieler, der meist als linker Verteidiger spielte, war zu Beginn seiner Laufbahn für den FSV Borgsdorf, Stahl Hennigsdorf und BSV Brandenburg aktiv. Im Lizenzbereich spielte er für Hertha BSC und den F.C. Hansa Rostock in der 1. und 2. Bundesliga.

### Auswahleinsätze
Vom damaligen Teamchef der deutschen Fußballnationalmannschaft Rudi Völler wurde Hartmann 2003 ins Nationalteam berufen, für die er am 30. April 2003 gegen Serbien-Montenegro debütierte und insgesamt viermal spielte.

## Trainerlaufbahn
Zu Beginn der Saison 2007/08 spielte Hartmann zum Ende seiner aktiven Karriere als Kapitän in der zweiten Mannschaft Hansas in der Oberliga Nordost und erwarb ab Ende 2007 im Rostocker Nachwuchsbereich die Trainerlizenz. Im Folgenden wurde er als Cheftrainer der in der A-Junioren-Bundesliga spielenden A-Jugend Hansas verpflichtet, die er 2008/09 zum zweiten Platz und 2009/10 zur Meisterschaft der Staffel Nord führte und damit auch in die Endrunde zur deutschen Meisterschaft 2010. Dort erreichte und gewann seine Mannschaft das Finale und holte zum ersten Mal die deutsche A-Junioren-Meisterschaft an die Ostseeküste.
Zur Saison 2010/11 übernahm Hartmann das Amt des Co-Trainers der Rostocker Lizenzmannschaft unter Trainer Peter Vollmann, nachdem Hansa im Sommer 2010 aus der 2. Bundesliga in die 3. Liga abgestiegen war. Nachfolgend gelang der sofortige Wiederaufstieg, dem jedoch 2011/12 der direkte Wiederabstieg folgte, wobei Hartmann auch nach dem Trainerwechsel von Vollmann zu Wolfgang Wolf im Amt geblieben war. Nebst seiner Funktion als Co-Trainer übernahm er ab Juni 2011 auch die sportliche Leitung für den Leistungsbereich der U23, A- und B-Junioren. In der Drittligaspielzeit 2012/13 gehörte Hartmann dann sowohl unter Wolf als auch unter dessen Nachfolger Marc Fascher zum Trainerteam, welches zum Saisonende aber keine Vertragsverlängerungen mehr erhielt. Daraufhin kehrte Hartmann zur Berliner Hertha zurück, bei der er in die Talentsichtung der Jugendabteilung eingebunden wurde.
Am 30. Mai 2015 gewann die von Hartmann betreute U19 von Hertha BSC den DFB-Pokal im Finale gegen Energie Cottbus. Nach neun Jahren bei der Hertha wechselte Hartmann im Sommer 2022 zum FC Bayern München, dessen langjähriger Anhänger er ist, und übernahm dort die U17-Mannschaft und ab Juli 2023 die U19-Mannschaft. Im Februar 2024 wurde er in dieser Funktion abgelöst und durch René Marić ersetzt.

## Erfolge
- 2010: Deutscher A-Juniorenmeister mit FC Hansa Rostock
- 2015: DFB-Junioren-Vereinspokal-Sieger mit Hertha BSC
- 2018: Deutscher A-Juniorenmeister mit Hertha BSC